# Zambeef Products
ZamBeef Products PLC ist eine Aktiengesellschaft in Sambia.
ZamBeef gehört zur Nahrungsmittelindustrie. Sie erzeugt, verarbeitet und vertreibt Produkte aus Rindfleisch, Hühnerfleisch, Eiern, Milch und Molkerei. Die Produktreihen heißen ZamBeef, Zamchick, Zamchick-Egg, Zamchick-Inn (Imbiss: Chick’n Chips), ZamMilk, ZamSip (Joghurt, Quark etc.), ZamShu (Schuhe). ZamBeef hat eine 100-prozentige Tochtergesellschaft Zamleather Limited.
Pro Jahr schlachtet ZamBeef 60.000 Rinder, produziert mit 900 Milchkühen acht Millionen Liter Milch, züchtet 3,5 Millionen Hähnchen, erzeugt 20 Millionen Eier, erntet 44.000 t Futtermittel, verarbeitet 70.000 Häute pro Jahr. ZamBeef unterhält fünf Schlachthöfe, drei Fleischverarbeitungsbetriebe und 82 Metzgereien in Sambia, sieben Zamchick-Inn-Schnellimbisse sowie eine Flotte von 200 Fahrzeugen wie Traktor, Mähdrescher, LKW. ZamBeef bewirtschaftet 2.100 Hektar bewässertes Land und 1.500 Hektar unbewässertes.
Zambeef wurde 1994 gegründet. Damals beschäftigte sie 60 Mitarbeiter und schlachtete 2.160 Rinder pro Jahr. Im Jahr 2006 hatte ZamBeef nach Kursen eine Marktkapitalisierung von 70 Millionen US-$. Es ist der größte Fleischproduzent südlich der Sahara und beschäftigt 7.000 Mitarbeiter. Außerdem bewirtschaftet es 195 Lebensmittelläden in Sambia und Westafrika.
Die Schlachthöfe liegen abseits in Mongu, Senanga, Namwala, Chipata und Chisamba, ebenso die riesigen Futtermittel-Farmen am Kariba-Stausee und in Chisamba. Die Metzgereien wiederum liegen alle an der touristischen Route im Süden und im Copperbelt ebenso die Chicken-Inns. Im Norden und Nordwesten gibt es außer in Kasama keine Einrichtungen von ZamBeef.